# 山东神学院
山东神学院是中华人民共和国山东省唯一的基督教高等神学院校，位于省会济南市， 由山东省基督教协会于1987年创办。自建校以來，该神学院已经为山东省教会培養毕业生近两千人。该校还有一个与中国社会科学院合作建立和运营的“齐鲁神学研究中心”。

## 简史
1987年，山东省基督教两会在济南借用济南市基督教两会办公场所创办山东神学院。
1998年，学校迁至济南市槐荫区的新校舍。新校区占地面积9万余平方米，建筑面积约9千平方米。

2011年，学校升格为高等宗教院校，获得了培养神学本科生的资格，面向山东省内招生，规模暂定为150人。2012年举行揭牌仪式。

2017年，与中国社会科学院合作，在神学院校园内成立「齐鲁神学研究中心」，重点研究基督教中国化，尤其是山东齐鲁文化和基督教的结合。

## 现状
山东神学院的宗旨是：办好教会、服务社会，为山东省培养具有一定神学造诣，爱国爱教，能够在真道上牧养信徒的基督教教牧人才。 学院设有四年制本科班，三年制专科班和一年制义工培训班。课程包括公共课和专业课，并结合山东的具体情况，开设一系列特色课程，例如社会工作理论、老年残障社会工作、书法、民乐和传统茶文化等。自建校以来，神学院已经培养毕业生近两千人，他们大多回原教会服侍。

神学院现任院长是高明牧师。教员包括专职教师40余名，客座、兼职教师15名。学校还邀请教会内资深教牧同工给学生上牧养实践课。
神学研究以山东齐鲁文化和基督教的结合为中心，主要包括三方面：一是回归圣经的文本基础，二是从完整的两千多年教会历史长河中反思，寻找办好教会的方法。三是基于齐鲁文化，通过本地文化来传讲耶稣，帮助人们面对生命中的酸甜苦辣。
学校本着服務社會的精神，积极辦理養老院和老人服務，并为灾区捐款捐物。 同时还积极开展国际合作，邀请外国朋友来校讲课和共同研究探索基督教中国化的山东实践。

学校图书馆藏书4万余册，期刊报纸近百种，电子资料1500多册。
学校地址： 中国山东省济南市槐荫区美里湖开发区粟山路。

## 外部連結
- https://www.ccctspm.org/ （页面存档备份，存于）  中国基督教网

- https://www.globalchinacenter.org/analysis/shandong-the-revival-province-book-review?rq=Shandong Shandong: The Revival Province - Book Review